# Auguste Coutin (Medailleur)

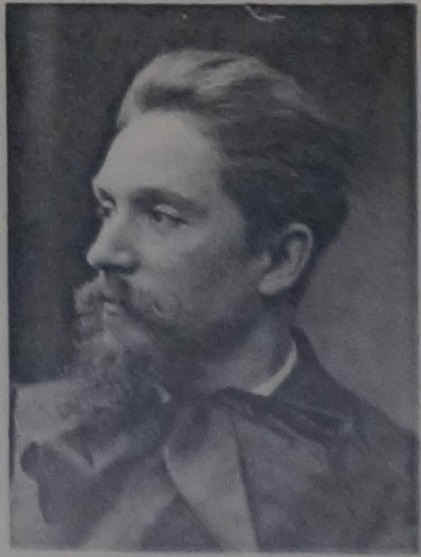
Auguste Coutin

Auguste Victor Coutin (* 11. Juni 1864 in Paris; † 30. Januar 1942 ebenda) war ein französischer Bildhauer und Medailleur.

## Leben
Coutin war ein Sohn von Constanze Coutin. Er war seit 1889 mit seiner Cousine Clotilde Julie (geborene Collignet; † 1. Februar 1942) verheiratet, der Tochter des Malers Jules Collinet (1822–1903) und dessen Frau Héloïse-Nicole Coutin. Ihr gemeinsamer Sohn Robert Elie Coutin (1891–1965) wurde ebenfalls Bildhauer.
Die Schaffensperiode von Coutin lässt sich in den Jahren von 1888 bis 1912 nachweisen.  Er war ein  Schüler von Aimé Millet und Augustin-Jean Moreau-Vauthier (1831–1893) und beteiligte sich an der Restaurierung der Kathedrale von Reims. Die Statuen der Könige von Juda stellte er 1910 und 1912 im Salon des Artistes Français und im Salon des Tuileries aus. Zu seinen Arbeiten in der Kathedrale von Reims gehört auch die Pflasterung in der Kapelle des heiligen Josef, für deren Ausführung er 1898 mit einer goldenen Medaille der Académie nationale de Reims ausgezeichnet wurde. Dargestellt sind 20 Themen aus der in der Genesis vorgelesene Josefsgeschichte, die in hartem Stein eingraviert und mit Bleifiguren und Ornamenten eingelegt sind.

## Werke (Auswahl)
- Statuen in der Kathedrale von Reims
- Medaille mit dem Porträt von Ludwig van Beethoven und der Gravur 1770–1827 sowie der Signatur Auguste Coutin.[3]
- Pavés historiés à l'imitation des Dalles de Saint-Nicaise, ausgezeichnet mit einer Silbermedaille[4]
- Medaillon des verstorbenen Charles Wéry[5] in Bronze ausgeführt für das Grabdenkmal des Architekten Gozier[6]